# Lijst van leden van de Kantonsraad van Zwitserland uit het kanton Appenzell Ausserrhoden

Vlag van Appenzell Ausserrhoden.

Dit artikel bevat een lijst van leden van de Kantonsraad van Zwitserland uit het kanton Appenzell Ausserrhoden.
Appenzell Ausserrhoden is een van de kantons die slechts één vertegenwoordiger hebben in de Kantonsraad.

## Lijst
| Naam                    | Partij/fractie | Ambtsperiode        | Geboren | Overleden |
| ----------------------- | -------------- | ------------------- | ------- | --------- |
| Johann Konrad Oertli    | liberalen      | 1848-1849           | 1816    | 1861      |
| Johannes Jakob          | liberalen      | 1849                | 1804    | 1858      |
| Johannes Roth           | liberalen      | 1849-1859 1868-1870 | 1812    | 1870      |
| Jakob Sutter            | liberalen      | 1859-1865           | 1812    | 1865      |
| Johannes Hohl           | liberalen      | 1866-1868           | 1813    | 1878      |
| Arnold Roth             | liberalen      | 1871-1876           | 1836    | 1904      |
| Johann Jakob Hohl       | FDP/PLR        | 1877-1911           | 1834    | 1913      |
| Johannes Baumann        | FDP/PLR        | 1911-1934           | 1874    | 1953      |
| Hans Konrad Sonderegger | FWB            | 1934-1935           | 1891    | 1944      |
| Walter Ackermann        | FDP/PLR        | 1935-1963           | 1890    | 1969      |
| Hans Nänny              | FDP/PLR        | 1963-1975           | 1914    | 1993      |
| Hans Ulrich Baumberger  | FDP/PLR        | 1975-1983           | 1932    | 2022      |
| Otto Schoch             | FDP/PLR        | 1983-1997           | 1934    | 2013      |
| Hans-Rudolf Merz        | FDP/PLR        | 1997-2003           | 1942    |           |
| Hans Altherr            | FDP/PLR        | 2004-2015           | 1950    |           |
| Andrea Caroni           | FDP/PLR        | 2015-               | 1980    |           |

Afkortingen
- FDP/PLR: Vrijzinnig-Democratische Partij.De Liberalen, voordien Vrijzinnig-Democratische Partij
- FWB: Zwitserse Vrije Economie-Beweging (Freiwirtschaftsbund)

Bondsraad
Lijst van leden van de Zwitserse Bondsraad · 
Lijst van bondspresidenten van Zwitserland
Nationale Raad
Aargau · 
Appenzell Ausserrhoden · 
Appenzell Innerrhoden · 
Basel-Landschaft · 
Basel-Stadt · 
Bern · 
Fribourg · 
Genève · 
Glarus · 
Graubünden · 
Jura

Luzern · 
Neuchâtel · 
Nidwalden · 
Obwalden · 
Sankt Gallen · 
Schaffhausen · 
Schwyz · 
Solothurn · 
Thurgau · 
Ticino · 
Uri · 
Vaud · 
Wallis · 
Zug · 
Zürich
1983-1987 · 
1987-1991 · 
1991-1995 · 
1995-1999 · 
1999-2003 · 
2003-2007 · 
2007-2011 · 
2011-2015 · 
2015-2019 · 
2019-2023 · 
2023-2027
Voorzitters
Kantonsraad
Aargau · 
Appenzell Ausserrhoden · 
Appenzell Innerrhoden · 
Basel-Landschaft · 
Basel-Stadt · 
Bern · 
Fribourg · 
Genève · 
Glarus · 
Graubünden · 
Jura

Luzern · 
Neuchâtel · 
Nidwalden · 
Obwalden · 
Sankt Gallen · 
Schaffhausen · 
Schwyz · 
Solothurn · 
Thurgau · 
Ticino · 
Uri · 
Vaud · 
Wallis · 
Zug · 
Zürich
1983-1987 · 
1987-1991 · 
1991-1995 · 
1995-1999 · 
1999-2003 · 
2003-2007 · 
2007-2011 · 
2011-2015 · 
2015-2019 · 
2019-2023 · 
2023-2027
Voorzitters